# Ostrowite koło Jabłonowa
Ostrowite koło Jabłonowa – przystanek kolejowy z posterunkiem odgałęźnym w Ostrowitem, w powiecie nowomiejskim, w województwie warmińsko-mazurskim, w Polsce. Do 28 listopada 2005 roku była to stacja kolejowa.

## Ruch pasażerski
| Rok  | Wymiana pasażerska na dobę |
| ---- | -------------------------- |
| 2017 | 50-99                      |
| 2022 | 50-99                      |